# بيير دوكاس
بيير دوكاس (بالفرنسية: Pierre Ducasse)‏ (7 مايو 1987 في بوردو) لاعب كرة قدم فرنسي يلعب حاليا لصالح نادي الدرجة الأولى بوردو الفرنسي في مركز الوسط المدافع . في موسم 2008/2009 استطاع أن يساهم في تحقيق النادي 3 بطولات وهي كأس الأبطال الفرنسي ثم كأس الدوري الفرنسي ثم بطولة دوري الدرجة الأولى .

## الإنجازات
- دوري الدرجة الأولى : 2008/2009
- كأس الدوري الفرنسي : 2006/2007 - 2008/2009
- كأس الأبطال الفرنسي : 2008/2009

## روابط خارجية
- بيير دوكاس على موقع رابطة كرة القدم الفرنسية للمحترفين (الإنجليزية)
- بيير دوكاس على موقع قاعدة بيانات كرة القدم.إي يو (الإنجليزية)
- بيير دوكاس على موقع ليكيب (الفرنسية)
- بيير دوكاس على موقع Soccerway.com (الإنجليزية)
- بيير دوكاس على موقع عالم كرة القدم.نت (الإنجليزية)
- بيير دوكاس على موقع كووورة
- بيير دوكاس على موقع AS.com (الإسبانية)